# 蒂娜·文德利希
蒂娜·文德利希（德語：Tina Wunderlich，1977年10月10日—），德国女子足球运动员。她曾代表德国参加1996年和2000年夏季奥林匹克运动会足球比赛，其中2000年奥运会获得一枚铜牌。